# Fleury (Pas-de-Calais)
Fleury é uma comuna francesa na região administrativa de Altos da França, no departamento de Pas-de-Calais. Estende-se por uma área de 2,75 km². Em 2010 a comuna tinha 117 habitantes (densidade: 42,5 hab./km²).